# روز واقعه (فیلم)
روز واقعه فیلمی ایرانی در ژانر تاریخی و با موضوع اسلام به کارگردانی شهرام اسدی و تهیه‌کنندگی مرتضی شایسته است که در سال ۱۳۷۳ از روی فیلم‌نامه به همین نام اثر بهرام بیضایی ساخته شده است. این فیلم در سیزدهمین دوره جشنواره فیلم فجر پنج سیمرغ بلورین از جمله بهترین فیلم را دریافت کرد.
بیضایی فیلم‌نامهٔ روز واقعه را سال ۱۳۶۱ نوشت و در سال ۱۳۶۳ در انتشارات ابتکار چاپ کرد. این کتاب بعداً در انتشارات روشنگران چاپ شد.

## خلاصهٔ داستان
عبدالله جوانی مسیحی است که تازه به اسلام روی آورده و دل در گرو عشق راحله دختر زید دارد. وی در جریان عروسی با راحله ندایی می‌شنود که او را به یاری فرا می‌خواند، عبدالله بیابان به بیابان، واحه به واحه به سمت کربلا می‌تازد و هنگام عصر عاشورا به آنجا می‌رسد و در آن زمان «حقیقت» را بر سر نیزه می‌بیند.

## بازیگران
- علیرضا شجاع‌نوری[۵]
- عزت‌الله انتظامی
- جمشید مشایخی
- مهدی فتحی
- محمدعلی کشاورز
- سعید نیک‌پور
- عنایت‌الله بخشی
- حسین پناهی
- ژاله علو
- حمیده خیرآبادی
- لادن مستوفی
- منصور عراقی

## جوایز
این فیلم در سیزدهمین جشنواره فیلم فجر حضور داشت و در پنج بخش سیمرغ بلورین را به خود اختصاص داد:
- برنده سیمرغ بلورین بهترین فیلم (شهرام اسدی)
- برنده سیمرغ بلورین بهترین موسیقی متن (مجید انتظامی)
- برنده سیمرغ بلورین بهترین چهره پردازی (عبدالله اسکندری)
- برنده سیمرغ بلورین بهترین فیلم دوم (شهرام اسدی)
- برنده سیمرغ بلورین بهترین صحنه آرایی (مجید میرفخرایی)
- کاندیدای سیمرغ بلورین بهترین فیلمنامه (بهرام بیضایی)
- کاندیدای سیمرغ بلورین بهترین کارگردانی (شهرام اسدی)
- کاندیدای سیمرغ بلورین بهترین بازیگر نقش اول مرد (علیرضا شجاع‌نوری)
- کاندیدای سیمرغ بلورین بهترین تدوین (مهدی رجاییان)
- کاندیدای سیمرغ بلورین بهترین فیلم‌برداری (مازیار پرتو، اصغر رفیعی‌جم)

### دیگر
- نامزد جایزه بهترین فیلم جشنواره بین‌المللی فیلم کلکته